# Julia Caesaris Maior
Pour les articles homonymes, voir Julia et Julia Caesaris Minor.
Julia Caesaris Maior, née avant 101 av. J.-C., est la fille de Caius Julius Caesar III et d'Aurelia Cotta. Elle est la sœur aînée de Julia Caesaris Minor et de Jules César,, cadet de la fratrie.

## Biographie
Julia Caesaris Maior, Julia Caesaris Minor et Jules César reçoivent une éducation romaine traditionnelle. Après la mort de leur père Caius Julius Caesar en 85 av. J.-C., leur éducation est prise en charge par leur mère Aurelia Cotta.
Julia Caesaris Maior se marie une première fois à un Pinarius,, membre d'une très ancienne famille patricienne, et lui donne un fils, peut-être Lucius Pinarius Scarpus, à moins que ce dernier ne soit son petit-fils,. Elle se remarie plus tard à un Quintus Pedius, de rang équestre, duquel elle a un deuxième fils,, Quintus Pedius,, consul suffect en 43 av. J.-C.,
Dans son testament, Jules César lègue une partie de sa fortune aux deux fils de sa sœur Julia Caesaris Maior : Quintus Pedius et Lucius Pinarius. Ils renoncent tous les deux à leurs parts en faveur du fils adoptif de César, Octavien,.